# Adolf von Catty
Adolf svobodný pán von Catty (23. října 1823 Groß-Enzersdorf – 9. května 1897 Vídeň) byl rakousko-uherský generál. V c. k. armádě sloužil od roku 1842 a zúčastnil se několika válečných tažení. Jako nositel prestižního Řádu Marie Terezie byl v roce 1862 povýšen na barona. Později zastával různé funkce ve velení armády a v roce 1884 dosáhl hodnosti polního zbrojmistra, po odchodu do výslužby byl jmenován členem Panské sněmovny.

## Životopis

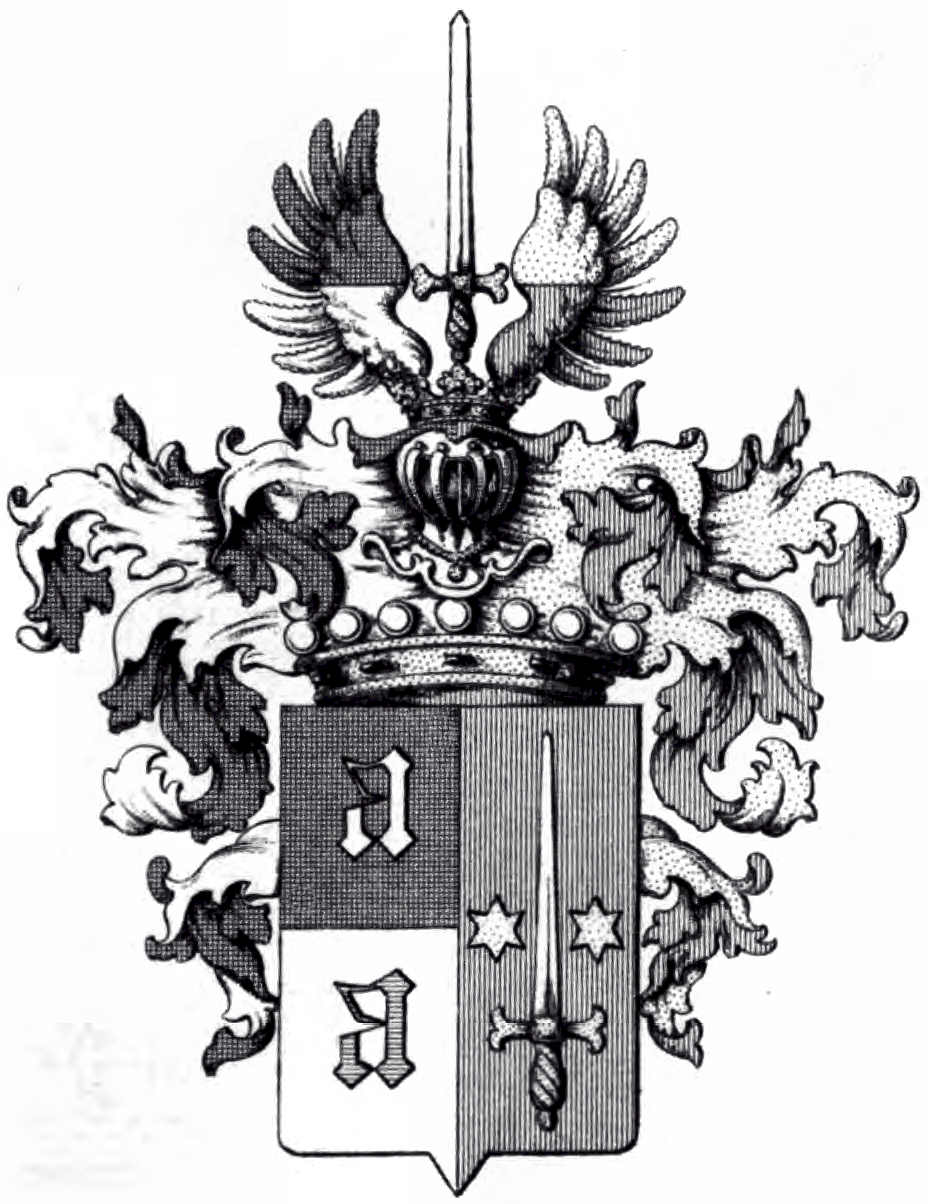
Erb Adolfa Cattyho (1862)

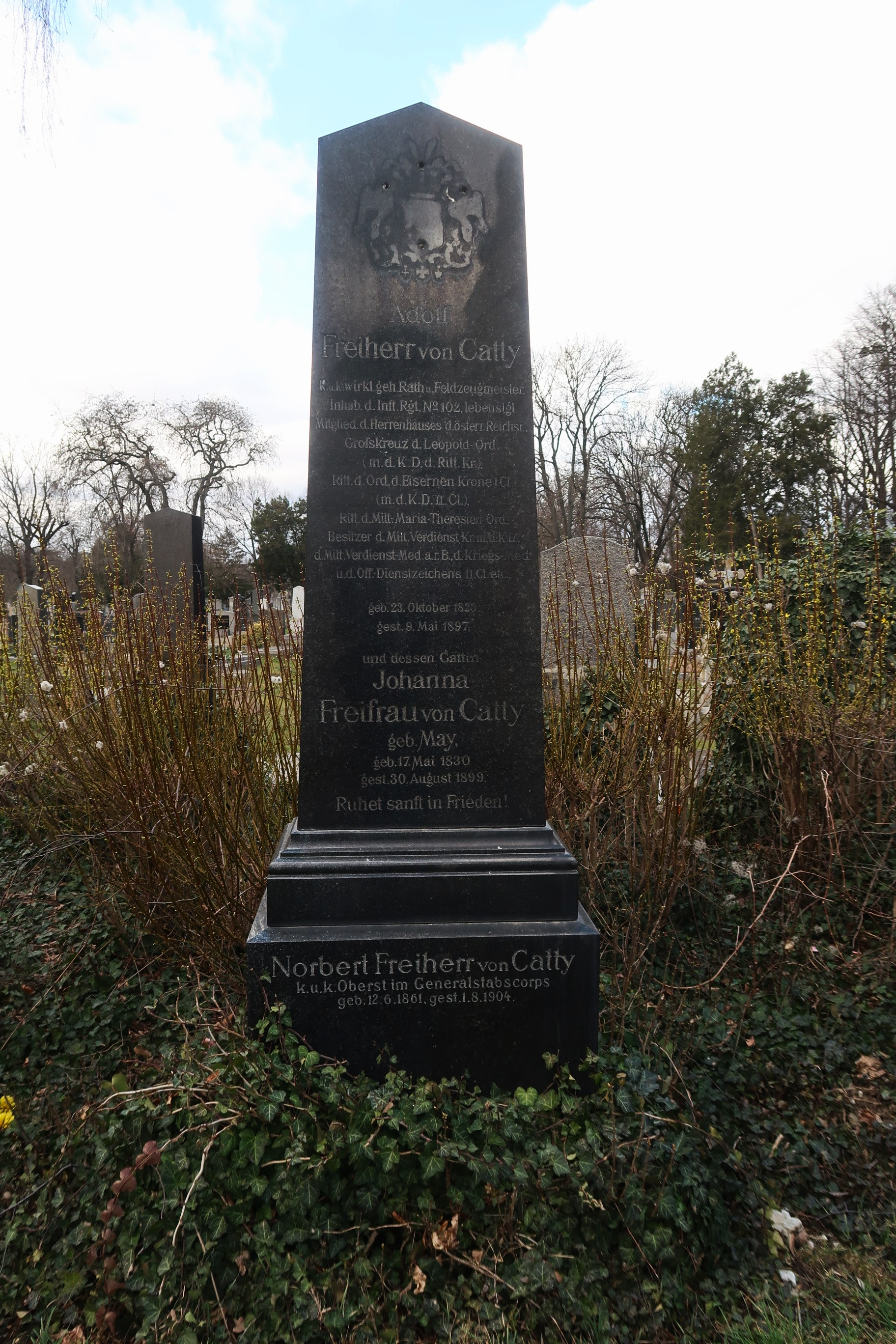
Hrob Adolfa Cattyho na Centrálním hřbitově ve Vídni

Byl synem c. k. hejtmana Johanna Cattyho (†1826). Studoval na Tereziánské vojenské akademii ve Vídeňském Novém Městě a do armády vstoupil v roce 1842 v hodnosti poručíka. Vyznamenal se v bojích proti maďarským povstalcům v letech 1848–1849 a v roce 1849 byl povýšen na kapitána. Od roku 1856 byl jako major šéfem štábu 3. armády. Znovu vynikl ve válce se Sardinií, kde bojoval v bitvě u Magenty a v dalším střetnutí u Solferina se mu podařilo získat zpět ztracené dělostřelectvo. Za statečnost obdržel několik ocenění a byl povýšen na podplukovníka (1859). Poté působil u generálního štábu a jako plukovník (1864) byl šéfem štábu 3. armádního sboru. Za prusko-rakouské války byl vážně zraněn v bitvě u Hradce Králové (1866). Poté sloužil jako náčelník štábu u zemského velitelství pro rakouské země ve Štýrském Hradci.
V roce 1869 byl povýšen na generálmajora a stal se velitelem 2. pěší brigády ve Vídni, kde zároveň působil jako pedagog na Válečné škole (K.u.k. Kriegschule). V letech 1874–1876 byl zástupcem náčelníka generálního štábu Franze von Johna, mezitím byl v roce 1875 povýšen do hodnosti polního podmaršála. Po Johnově smrti byl vážným kandidátem na post šéfa generálního štábu, vlivem vrchního velitele armády arcivévody Albrechta byl povolán Anton von Schönfeld, zatímco Catty byl převelen jako velitel 4. pěší divize do Brna. Od roku 1881 byl velitelem zemského velitelství v Prešpurku a po reorganizaci vrchního velení byl od ledna 1883 velitelem 5. armádního sboru. K datu 1. listopadu 1884 obdržel druhou nejvyšší hodnost polního zbrojmistra. Velitelem v Prešpurku byl do září 1889 a ve funkci jej nahradil arcivévoda Bedřich, pozdější vrchní velitel celé rakousko-uherské armády. Catty byl v armádě penzionován k datu 1. října 1889.
Zemřel ve Vídni 9. května 1897 ve věku 73 let. Od roku 1860 byl ženatý s Johannou, rozenou Mayovou (1830–1899), která zemřela o dva roky později v Českém Krumlově. Manželství zůstalo bezdětné, oba manželé jsou pohřbeni na Centrálním hřbitově ve Vídni.
Jeho starší bratr Norbert von Catty (1814–1878) sloužil také v armádě, dosáhl hodnosti generálmajora (1873) a v roce 1871 byl povýšen do šlechtického stavu. Jeho syn Norbert (1861–1904) byl plukovníkem a důstojníkem generálního štábu. Po úmrtí strýce Adolfa dosáhl pro svou osobu obnovení titulu svobodného pána (1898).

## Tituly a ocenění
Během vojenské služby získal řadu vyznamenání. Za účast ve válce se Sardinií byl mimo jiné nositelem rytířského kříže prestižního Řádu Marie Terezie (1859) a na základě řádových stanov byl v roce 1862 povýšen do stavu svobodných pánů (Freiherr von Catty). Jako velitel armádního sboru obdržel titul c. k. tajného rady s nárokem na oslovení Excelence (1882). Od roku 1883 byl čestným majitelem 102. pěšího pluku v Praze. Po odchodu do výslužby byl jmenován doživotním členem rakouské Panské sněmovny (1892). Jeho jméno nese také vojenský pochod Catty Marsch zkomponovaný Franzem Lehárem pro pěší pluk č. 102.

### Řády a vyznamenání
- Vojenský záslužný kříž (1850)
- rytíř Vojenského řádu Marie Terezie (1859)
- rytíř Leopoldova řádu s válečnou dekorací (1859)
- Řád železné koruny II. třídy s válečnou dekorací (1866)
- Řád železné koruny I. třídy (1886)
- velkokříž Leopoldova řádu (1889)

- Řád sv. Ondřeje (Rusko)
- Řád červené orlice II. třídy (Německo)
- Řád sv. Mořice a Lazara (Itálie)
- Řád dubové koruny (Nizozemí)
- Řád Vilémův (Hesensko)
- Řád Takova (Srbsko)
- Řád lva a slunce (Persie)